# Anathallis lewisiae
Anathallis lewisiae är en orkidéart som först beskrevs av Oakes Ames, och fick sitt nu gällande namn av Rodolfo Solano Gómez och Soto Arenas. Anathallis lewisiae ingår i släktet Anathallis och familjen orkidéer. Inga underarter finns listade i Catalogue of Life.